# بنو عبد شمس
بنو عبد شمس، عشيرة ضمن قبيلة قريش في مكة.

## الأسلاف
تسمى العشيرة نفسها باسم عبد شمس بن عبد مناف، وابن عبد مناف بن قصي وشقيق هاشم بن عبد مناف؛ الذي كان الجد الأكبر للنبي محمد. تزوج من ليلى بنت أسعد بن عبد العزى، وأنجبت له أربعة أبناء: حبيب وربيعة وعبد العزى وأمية، وابنة واحدة هي رقية.

### بنو ربيعة
ينحدر بنو ربيعة بن عبد شمس عدد من مشاهير الشخصيات:
- أبو حذيفة بن عتبة
- هند بنت عتبة
- الوليد بن عتبة
- عتبة بن ربيعة
- محمد بن أبي حذيفة
- شيبة بن ربيعة